# サント・ドミンゴ州
サント・ドミンゴ州（サント・ドミンゴしゅう）は、ドミニカ共和国の州。ドミニカ共和国の首都サント・ドミンゴを包囲するような形になっており、州都はサント・ドミンゴ・エステで、サント・ドミンゴではない。
人口3,263,053(2014年)人、面積1,296.35km²（6,519 sq mi）、人口密度は2,517/km²（6,519/sq mi）。時間帯はUTC-4。ISO 3166-2:DO-32となっている。

## 歴史
2001年10月16日に南西部に当たる地域がドミニカ共和国国家地区として分離した。

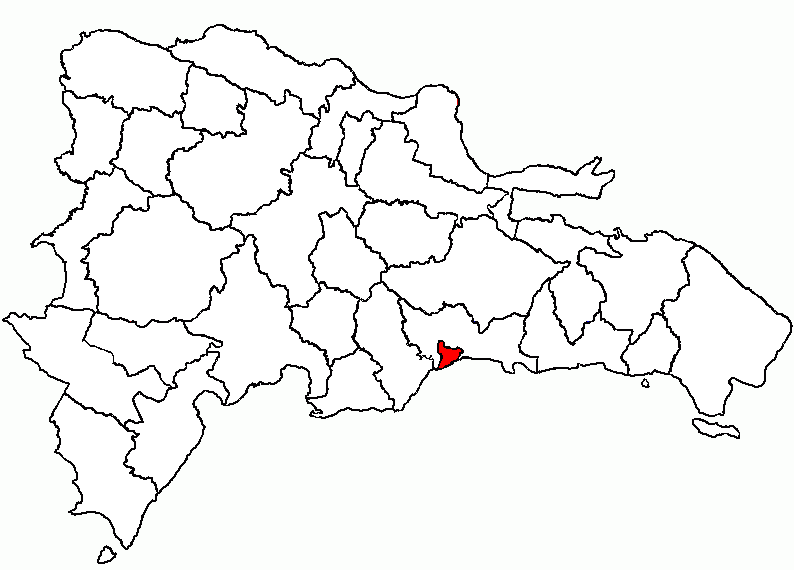
新たにできたドミニカ共和国国家地区。

## 隣接州
- サン・クリストバル州
- モンテ・プラタ州
- サン・ペドロ・デ・マコリス州
- ドミニカ共和国国家地区

## 下位行政区画
サント・ドミンゴ州は、2006年6月20日現在で8の市町村に分かれる。
1. ロス・アルカリソス
2. ボカ・チカ（英語版）
3. ペドロ・ブランー（英語版）
4. サン・アントニオ・デ・ゲラ（英語版）
5. サン・ルイス（英語版）
6. サント・ドミンゴ・エステ（英語版）
7. サント・ドミンゴ・ノル（英語版）
8. サント・ドミンゴ・オエステ（英語版）